# Katastroffilm
Katastroffilm är en filmgenre som specifikt riktar in sig på olika sorters katastrofer som hotar en stad, ett land eller hela Jorden och mänskligheten. Genren blev populär med filmen Airport – flygplatsen 1970. Irwin Allen producerade ett antal stjärnspäckade katastroffilmer under 1970-talet. En sentida regissör som är känd för katastroffilmer är Roland Emmerich, som regisserat bland annat Independence Day, Godzilla, The Day After Tomorrow och 2012.
Vanligen så kretsar katastroffilmerna kring någon typ av naturkatastrof, meteorologiska förändringar eller olyckshändelser. Även många science fiction-filmer, med teman som invaderande utomjordingar, global uppvärmning eller risk att Jorden kolliderar med asteroid har påtagliga actioninslag och är att räkna till katastroffilmsgenren.
En stor del av de kändare katastroffilmerna är amerikanskproducerade, varför katastroffilmer kommit att förknippas särskilt med USA.
Nedan följer exempel på olika katastroffilmer.

## Krig
- Imorgon när kriget kom (2010)
- Röd gryning (1984)

## Infektioner, sjukdomar och parasiter
- REC (2007)
- Quarantine (2008)

## Framtidsskildringar
- Apornas planet (1968)
  - Bortom apornas planet (1970)
  - Flykten från apornas planet (1971)
  - Erövringen av apornas planet (1972)
  - Slaget om apornas planet (1973)
  - Apornas planet (2001)
- Waterworld (1995)

## Naturkatastrofer

### Jordbävningar
- Jordbävningen (1974)
- 2012 (2009)

### Bränder
- Det flammande helvevet (1977)
- Daylight (1996)
- Eldstorm (1991)
- Geostorm (2017)
- In Old Chicago (1937)
- Skyskrapan brinner! (1974)

### Översvämningar
- Flood (2007)
- Geostorm (2017)

### Globala katastrofer
- 2012 (2009)
- The Core (2003)
- The Day After Tomorrow (2004)
- Deep Impact (1998)

### Orkaner och tornados
- Twister (1996)
- The Day After Tomorrow (2004)

### Flodvågor och tsunamis
- The 5th Wave (2016)
- The Impossible (2012)

### Vulkanutbrott
- Dante's Peak (1997)
- Volcano (1997)

### Jordens undergång
- 2012 (2009)
- Armageddon (1998)
- Deep Impact (1998)
- Sista natten (1998)

### Epidemier
- Den siste mannen (1971)
- World War Z (2013)

## Utomjordingar
- Independence Day (1996)
- Mars Attacks! (1996)

### Rymden
- Apollo 13 (1995)
- Armageddon (1998)
- Deep Impact (1998)
- Det flammande svärdet (1916)

## Monster

### Zombies
- 28 dagar senare (2002)
- World War Z (2013)

## Katastrofer orsakade av människor
- Daylight (1996)
- The Island (2005)
- Terminator (1984)
  - Terminator 2 – Domedagen (1991)
  - Terminator 3: Rise of the Machines (2003)

## Transportmedel

### Flygplan
- Airport – flygplatsen (1970)
- Alive (1993)
- Flight of the Phoenix (1965)
- Haveriplats: Bermudatriangeln (1977)
- Katastroflarm (1974)
- World Trade Center (2006)

### Bilar, lastbilar och bussar
- Daylight (1996)
- Maximum Overdrive (1986)
- Speed (1994)
- Super 8 (2011)

### Fartyg, båtar och ubåtar
- 2012 (2009)
- Britannic (2000)
- Den perfekta stormen (2000)
- Livbåt (1944)
- SOS Poseidon (1972)
- Titanic (1943)
  - Titanic (1953)
  - Titanics undergång (1958)
  - S.O.S. Titanic (1979)
  - Titanic (1997)

### Tåg
- Fredsmäklaren (1997)
- På andra sidan bron (1976)

## Djur och växter
- Hajen (1975)
- Lake Placid (1999)

### Insekter
- Imse vimse spindel (1990)
- Spindlarna (1954)